# Донецк, я люблю тебя!
«Донецк, я люблю тебя!» — литературный проект, объединяющий короткие произведения художественной прозы разных авторов. Все включенные в сборник произведения имеют две общие черты: во-первых, их действие происходит в городе Донецк, во-вторых, в них так или иначе затрагивается тема любви.

## Описание
Руководитель проекта — Евгений Юрьевич Ясенов: краевед, журналист, писатель, автор книг «Прогулки по Донецку», «Город, который придумал Юз».
Проект стартовал в мае 2011 года как сетевой по адресу https://web.archive.org/web/20110702210847/http://like.donbass.name/. В дальнейшем, по словам его координатора Евгения Ясенова, рассказы, вошедшие в него, составят книгу. Книга будет представлять собой синтетические издание в котором рассказы будут сочетаться с презентационными материалами. В отдаленной перспективе, когда найдутся средства, допускаются съемки фильма, основанного на сюжетах опубликованных рассказов. В проекте задействованы как известные литераторы — Наталья Хаткина, Елена Стяжкина, Светлана Заготова, Вячеслав Верховский, Игорь Галкин, Владимир Рафеенко, так и авторы ранее не известные широкому кругу читателей. В данный момент в проекте представлено 21 произведение.
По мнению Е. Ясенова, такой проект является уникальным для Украины. Он строится по модели фильмов: «Париж, я люблю тебя», «Нью-Йорк, я люблю тебя», «Москва, я люблю тебя!». Проект создан на некоммерческой основе и авторы предоставляют в него произведения бесплатно. Одной из задач проекта организаторы видят исправление сложившихся стереотипов о Донецке и желают показать эмоциональное и творческое многообразие Донецка.
Сайт проекта создан бюро рекламно-информационных технологий «Эльф».

## Авторы
| Фото | Имя                 | Род деятельности | Произведения в проекте                                                  |
| ---- | ------------------- | --- | ----------------------------------------------------------------------- |
|      | Александр Верный    | | Рассказ «Бенефис Аркадия Ивановича»                                     |
|      | Вячеслав Верховский | писатель-юморист | Рассказы «Сурепка и Гринпис», «ЮНЕСКО и мерзавец Николай»               |
|      | Игорь Галкин        | поэт, журналист, критик | Рассказ «Откуда родом, сынок?»                                          |
|      | Светлана Заготова   | поэт, прозаик | Рассказ «Астрономия Земли»                                              |
|      | Андрей Зимоглядов   | журналист и кинокритик | Рассказ «Ночной гость»                                                  |
|      | Олег Измайлов       | журналист и редактор | Новелла «Наследство»                                                    |
|      | Евгений Лавриненко  | автор и руководитель интернет-проекта donbass.NAME, секретарь Гильдии кузнецов Донбасса, исполнительный директор проекта Парк кованых фигур | Сказки «Три сказки донецких эльфов»                                     |
|      | Рафаэль Левчин      | | Новелла «Недостроенный лабиринт»                                        |
|      | Леся Орлова         | журналист | Рассказ «Карта»                                                         |
|      | Владимир Рафеенко   | прозаик, поэт | Рассказ «Мексиканец»                                                    |
|      | Елена Стяжкина      | историк, литератор | «Махровая революционная мелодрама» (часть романа «Ты посмотри на неё!») |
|      | Наталья Хаткина     | поэтесса, писательница | Рассказ «Диван»                                                         |
|      | Сергей Шаталов      | писатель, режиссёр | Рассказ «Дом Пушкина на бульваре Пушкина»                               |
|      | Евгений Ясенов      | журналист, писатель | Фантасмагория «Палец судьбы»                                            |
|      | Александр Верный    | | Рассказ «Бенефис Аркадия Ивановича»                                     |
|      | Иван Волосюк        | поэт, член Международного содружества писательских союзов                                                                                   | Рассказ «Парк любви»                                                    |
|      | Алексей Купрейчик   | поэт, прозаик | Рассказ «Горо Д»                                                        |

### Пресса о проекте
- «Донецк, я люблю тебя!». В Донецке запустили уникальный литературный проект. Архивировано 10 декабря 2012 года.
- В Донецке стартовал новый литературный проект. Освоили стадию секса… Архивировано 8 декабря 2012 года.
- Город на самом деле… Архивировано 8 декабря 2012 года.
- Donetsk, I love You!
- Донецк, я люблю тебя! Архивировано 10 декабря 2012 года.
- «Донецк, я люблю тебя!» Архивировано 10 декабря 2012 года.
- Donetsk, I love You!
- Выпуск новостей о проекте на YouTube (Первый муниципальный канал)
- Евгений Ясенов «Дончане влюблены во что угодно, но только не в себя!» Архивировано 10 декабря 2012 года.